# Love $ Greed
Pour plus de détails, voir Fiche technique et Distribution.
Love $ Greed est une comédie romantique américaine réalisée par Bashar Shbib, sortie en 1991.

## Synopsis
Robert et Alexandra sont divorcés depuis quelque temps. Ils sont donc surpris d’apprendre que l’oncle de Robert, Leopold, leur a laissé un héritage de 23 millions de dollars, à une condition : d’ici un an, Robert et Alexandra doivent avoir fait un enfant. Bien qu’ils se soient chacun remariés de leurs côtés, ils se font entrainer par l’appât du gain.

## Fiche technique
- Titre : Love $ Greed
- Réalisation : Bashar Shbib
- Scénario : Gabor Zsigovics, Bashar Shbib
- Production : Bashar Shbib, Janet Cunningham
- Photographie : Stephen Reizes
- Montage : Florence Moureaux
- Musique : Emilio Kauderer
- Pays d'origine : États-Unis Canada
- Langue : anglais
- Durée :  80 min
- Format : couleur, 35 mm
- Budget : 220 000 $
- Date de sortie : 31 août 1991 [1].

## Distribution
- Robert : Franck Bruynbroek
- Alexandra : Melissa White
- Suzie : Lori Eastside
- Ted : Dick Monday
- Bernie : David Charles

## Diffusion et réception critique
Love $ Greed a été présenté au Festival des films du monde en compétition officielle.
Cette deuxième production américaine pour Bashar Shbib fut moins appréciée par certaines critiques québécoises que la précédente, Julia Has Two Lovers  ,. Néanmoins, Love $ Greed a quand-même été distribué dans une cinquantaine de pays.